# Ținutul Jiu
Il Ținutul Jiu (noto anche come Ținutul Olt) era uno dei 10 Ținut, suddivisione amministrativa di primo livello, in cui era diviso il Regno di Romania.
Comprendeva grosso modo la regione dell'Oltenia. Il nome deriva dal fiume Jiu (o dal fiume Olt e la capitale era la città di Craiova
Venne istituito nel 1938 a seguito della riforma amministrativa di stampo fascista attuata dal Re Carlo II di Romania.

## Distretti incorporati
I distretti vennero soppressi. I 6 che componevano il Ținutul Jiu erano i seguenti:
- Distretto di Dolj
- Distretto di Gorj
- Distretto di Mehedinți
- Distretto di Olt
- Distretto di Romanați
- Distretto di Vâlcea

## Stemma
Lo stemma è composto da 6 fasce, 3 rosse e 3 oro che rappresentano i 6 distretti. Sopra le fasce è disposto un leone, simbolo dell'Oltenia.

## Soppressione del Ţinut
Con l'inizio della seconda guerra mondiale parte del territorio venne perso a favore dell'Ungheria.